# Natalie Koch
Natalie Koch (Eindhoven, 1966) is een Nederlandse musicologe, journaliste en schrijfster. 

## Opleiding
In 1994 voltooide ze een studie musicologie aan de Universiteit Utrecht.

## Werk
Sinds 1999 werkt ze als freelance journalist voor onder andere De Groene Amsterdammer.
In 2006 debuteerde ze met de roman Streken. Haar korte verhaal De Sneeuwman werd in december 2009 uitgezonden op Radio 4. Naast verhalen schrijft Koch ook toelichtingen bij concerten en cd's, maar ook monologen, zoals Een componist komt bij Constanze. In april 2011 verscheen het eerste deel van de trilogie, De Verborgen universiteit. Het laatste deel verscheen in 2016.